# 稲沼瑞穂
稲沼 瑞穂（いなぬま みづほ、1908年（明治41年）8月3日 - 1965年（昭和40年）7月29日）は、日本の翻訳家、元岩波書店編集部長。科学史研究の先達とされる。

## 来歴
1908年8月3日、東京都文京区高田豊川町に生まれる。東京府立第五中学校、第一高等学校理科甲類を経て、1929年に東京帝国大学理学部物理学科に入学する。
1933年に卒業し、4月に岩波書店編集部に入る。1937年11月、病気療養のため退職する。1938年4月、神奈川県立厚木中学校の嘱託に、同年6月から教諭になる。1941年、陸軍予科士官学校の教授となる。同年に日本科学史学会が発足し、その幹事の一員として会務を処理する。
1942年、文部省図書監修官となり、図書局第二編修課に勤務する。1947年、文部省科学官を兼ねて科学局に勤務する。また、学術体制刷新委員会の委員に選ばれる。1948年、文部省を退官し、再び岩波書店編集部に入る。同年4月24日、科学史学会再建第1回の総会で、幹事に選ばれる。
1949年、編集第一部副部長となる。1950年、編集第二部長および図書課長・雑誌課長を兼任する。1955年、編集部長となる。1958年、辞典部部長を兼任するが、病気再発のため9月に休職し入院する。1959年に復職するも、1960年に再び休職する。1963年、岩波書店嘱託となる。
1965年7月29日、肺結核のため死去、享年57歳。同年8月1日、告別式が行われる。

## 業績
- 石原純らが創刊した雑誌『科学』の実際上の編集者であった[10]。
- 岩波書店在職中は『理化学辞典』『科学の辞典』『西洋人名事典』『生物学辞典』の編集に携わったほか[11][12]、『広辞苑』の編集に際して『広辞苑』の編集部に自然科学関係の執筆者を紹介した[13][注釈 1]。
- 文部省在職中に学術体制刷新委員会の委員となり、1947年、小倉金之助ら4人の委員と共に「最高科学者会議」案を提出し、学術会議の発足に関与した[16][17]。
- 1958年、平田寛との共訳である『図解科学と実験の歴史』（シャーウッド・テイラー著）が第5回産経児童出版文化賞の推薦に選ばれた[18]。

## 著作

### 翻訳
- ローレンス・ブラッグ『電気と生活』創元社〈創元科学叢書 43〉、1943年11月。 NCID BN05318126。全国書誌番号:46017925。
  - ローレンス・ブラッグ『電気と生活』創元社〈創元科学叢書 43〉、1951年4月。 NCID BN0972006X。全国書誌番号:45013715。
- マイケル・ファラデー『力と物質』岩波書店〈岩波文庫〉、1949年1月。 NCID BN01808291。全国書誌番号:46015425 全国書誌番号:48002605。
- ヘンリー・ブラッグ『光の宇宙』創元社〈創元科学叢書 46〉、1951年11月。 NCID BN05729244。全国書誌番号:52001642。

### 共訳
- マイケル・ファラデー 著、矢島祐利・稲沼瑞穂 訳『電気学実験研究』 第1、岩波書店〈岩波文庫〉、1941年12月。 NCID BN11279608。全国書誌番号:46015329。
  - マイケル・ファラデー 著、矢島祐利・稲沼瑞穂 訳『電気学実験研究』 第1（再版）、岩波書店〈岩波文庫〉、1948年12月。 NCID BN14354142。全国書誌番号:48003903。
- マイケル・ファラデー 著、矢島祐利・稲沼瑞穂 訳『電気学実験研究』 第2、岩波書店〈岩波文庫〉、1945年7月。 NCID BN11279608。
- シャーウッド・テイラー 著、平田寛・稲沼瑞穂 訳『図解科学と実験の歴史』創元社、1957年12月。 NCID BN06568038。全国書誌番号:58001707。
- マイケル・ファラデー 著、矢島祐利・稲沼瑞穂 訳『電気実験』 上巻、内田老鶴圃新社〈古典化学シリーズ 10〉、1980年4月。 NCID BN00695746。全国書誌番号:80024954。
- マイケル・ファラデー 著、矢島祐利・稲沼瑞穂 訳『電気実験』 下巻、内田老鶴圃新社〈古典化学シリーズ 10〉、1980年5月。 NCID BN00695746。全国書誌番号:80028704。

## 記念集
- 『稲沼瑞穂さん』稲沼さんを偲ぶ会、1986年3月。 NCID BA66341822。全国書誌番号:87014694。